# Hampshire Jam Festival
Hampshire Jam Festival is een muziekfestival dat vanaf 2001 jaarlijks wordt gehouden in Liphook, Hampshire. De bezoekers krijgen elektronische muziek in de ruimste zin des woords voorgeschoteld, doch de meeste aandacht gaat uit naar muziekgroepen die Berlijnse School voor elektronische muziek-adapten zijn. Regelmatig worden van de concerten muziekalbums uitgegeven; eerst nog onder eigen vlag, maar later ook door de artiesten zelf. Delen van de muziek zijn soms te horen op Starsend, een Amerikaans radiostation dat geheel gewijd is aan elektronische muziek.
Optredende bands en personen uit het verleden waren:
- 2002: AirSculpture
- 2004: Narcosis, Radio Massacre International, BK&S (Broekhuis, Keller & Schönwälder), Wolfram Der Spyra
- 2006: Modular ESP; Create, Vietgrove en Brendan Pollard al dan niet met Rogue Element
- 2008: versie 7: onder andere Ian Boddy, AirSculpture, Redshift, Under the Dome, Free System Projekt
- 2009: versie 8: Callisto, AirSculpture, Radio Massacre International, Brendan Pollard met en zonder Free System Projekt.

## Muziekalbums
Muziekalbums gewijd aan dit festival:
- versie 2001: Hampshire Jam Preserved met onder andere Radio Massacre International
- versie 2002: AirScultpure : Burn (uitgegeven in 2008)
- versie 2002: Under the Dome : deel Wot No Colin?
- versie 2006: Redshift: Redshift IX - Last
- versie 2007: Volt: HjVi
- versie 2007: Free System Project: Narrow Lane
- versie 2008: Under the Dome: Live@HJ7 (15 november 2008)
- versie 2009: Pollard, Daniel, Booth 2 (31 oktober 2009)